# Páramo de Boedo
Páramo de Boedo é um município da Espanha na província de Palência, comunidade autónoma de Castela e Leão, de área 22,87 km² com população de 108 habitantes (2007) e densidade populacional de 4,68 hab/km².

## Demografia
| Variação demográfica do município entre 1991 e 2004 | Variação demográfica do município entre 1991 e 2004 | Variação demográfica do município entre 1991 e 2004 | Variação demográfica do município entre 1991 e 2004 |
| --------------------------------------------------- | --------------------------------------------------- | --------------------------------------------------- | --------------------------------------------------- |
| 1991                                                | 1996                                                | 2001                                                | 2004                                                |
| 137                                                 | 122                                                 | 102                                                 | 107                                                 |